# William J. Borucki
William J. Borucki est un scientifique spatial américain né à Chicago en 1939.
Il travaille au Ames Research Center de la NASA. Lorsqu'il rejoint la NASA en 1962, Borucki conçoit des boucliers thermiques pour les vaisseaux spatiaux du programme Apollo. Il se tourne ensuite vers l'étude de l'efficacité optique de la foudre dans les atmosphères planétaires, se concentrant en particulier sur la possibilité que les éclairs aident à la formation de molécules à l'origine des précurseurs de la vie (molécules prébiotiques). Par la suite, il se tourne vers les exoplanètes et leur détection, en particulier par la méthode des transits. Compte tenu de ce travail, Borucki est nommé chercheur principal de la mission Kepler de la NASA lancée le 6 mars 2009 et destinée à la recherche de planètes habitables en détectant leurs transits. En 2013, Borucki est récompensé de la médaille Henry Draper de l'Académie nationale des sciences américaine pour son travail avec Kepler.

## Éducation et carrière
William Borucki naît à Chicago en 1939 et grandit dans l'État du Wisconsin aux États-Unis. Il étudie la physique à l'Université du Wisconsin à Madison où il obtient un diplôme de master sur ce sujet en 1962,. À la suite de cela, il part dans la Silicon Valley où il commence à travailler sur les boucliers thermiques du programme Apollo, dont le but étaient de protéger le vaisseau et ses occupants de la destruction à cause de la chaleur lors de la rentrée atmosphérique, au sein de l'Hypersonic Free Flight Branch (« Branche des vols libres hypersoniques ») à l'Ames Research Center de la NASA. Après son travail pour Apollo, Borucki étudie la météorologie à l'Université d'État de San José. En 1982, après le succès des atterrissages lunaires, Borucki commence des études à la Theoretical Studies Branch (« Branche des études théoriques ») de la NASA sur la nature des éclairs, utilisant des satellites équipés d'instruments qu'il a aidé à concevoir afin de découvrir quelle fraction de l'énergie de ces éclairs était fournie à la production de molécules prébiotiques. Dans le cadre de cette recherche, Borucki effectue une analyse basée sur les observations des sondes spatiales afin de trouver la fréquence des éclairs (le nombre d'éclairs par période de temps) sur d'autres planètes dans le Système solaire et développe des modèles mathématiques pour prédire les effets des oxydes d'azote et des chlorofluorométhanes sur la couche d'ozone de la Terre.

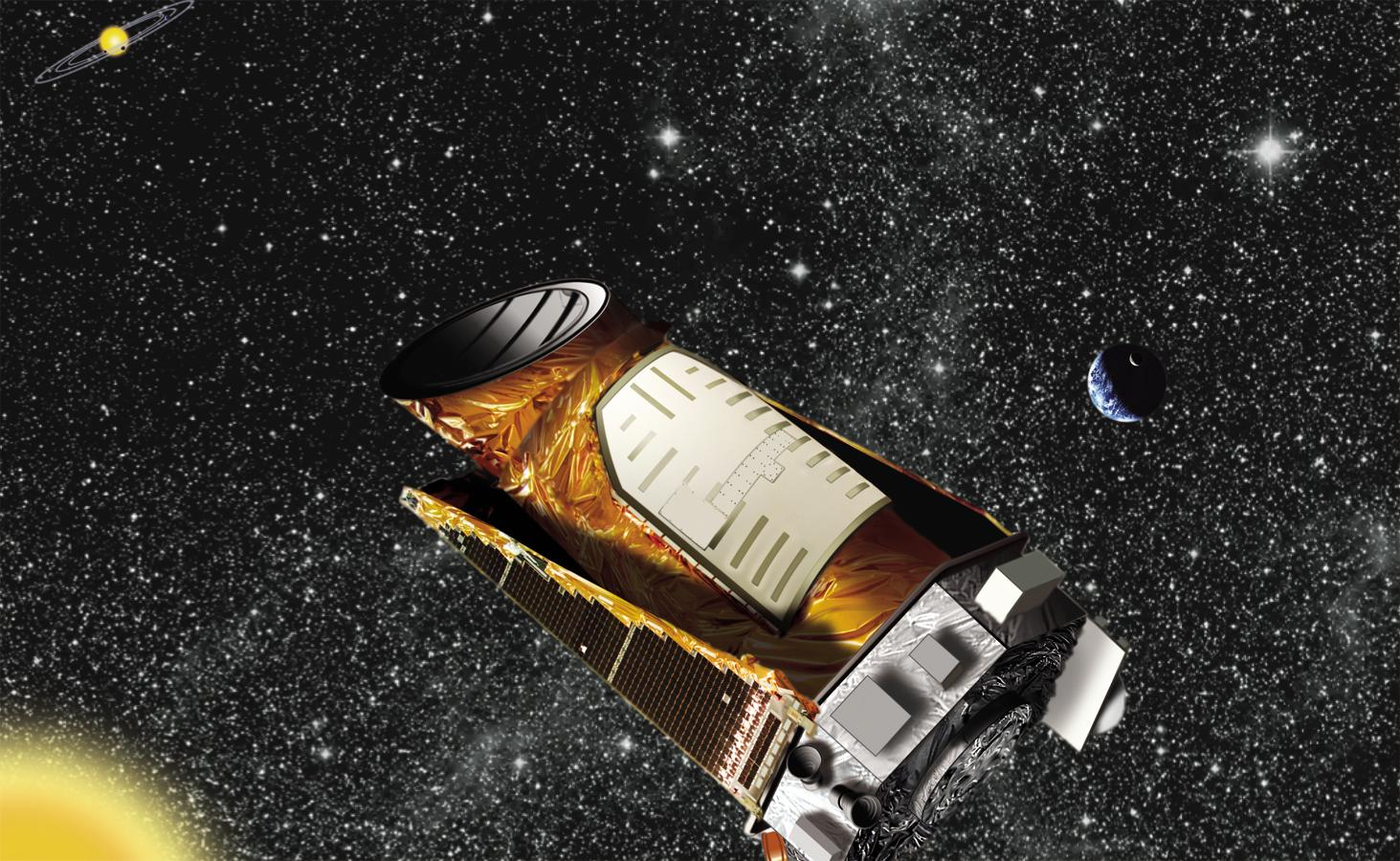
Les efforts visant à lancer Kepler ont été menés par Borucki, qui est maintenant son chercheur principal.

En 1984, l'attention de Borucki s'était tournée vers la recherche de planètes extrasolaires par l'utilisation de la méthode des transits, qui consiste en l'observation de la baisse périodique de la luminosité des étoiles afin d'en détecter la signature d'une planète bloquant la lumière de l'étoile lors de son passage entre celle-ci et nous observateurs. Cette année-là puis en 1988, Borucki organise des ateliers scientifiques afin de déterminer la meilleure méthode à utiliser pour détecter des exoplanètes par transits et travaille en étroite collaboration avec le National Institute of Standards and Technology (NIST) afin de développer des photomètres qui pourraient atteindre la sensibilité désirée. À l'observatoire Lick, Borucki démontre la technique nécessaire à la détection d'exoplanètes par la méthode des transits puis construit une démonstration de principe au sol d'un télescope spatial destiné à la chasse aux planètes.
En 2009, Borucki est le chercheur en chef du télescope spatial et de la mission Kepler, conçus pour chasser les planètes par la méthode des transits. Le télescope a détecté plus d'une centaine de planètes confirmées et plusieurs milliers d'autres candidats.

## Distinctions et récompenses
Pour son travail sur Kepler, il reçoit le prix de leadership exceptionnel de la NASA, le prix de la percée du Popular Mechanics en 2009, le prix de l'excellence en ingénierie des systèmes de la NASA en 2010 et le prix Lancelot M. Berkeley pour un travail méritoire en astronomie en 2011. Plus récemment, Borucki a reçu la médaille Henry Draper 2013 de l'Académie nationale des sciences américaine « pour son concept fondateur, son soutien indéfectible et son leadership visionnaire pendant le développement de la mission Kepler, qui a révélé une myriade de planètes et de systèmes solaires (sic) avec des propriétés imprévues et surprenantes ».